# Fridel Mumme
Fridel Mumme (auch: Friedel Mumme) (* 22. März 1898 in Hannover; † 13. Februar 1983 ebenda) war eine deutsche Schauspielerin.

## Leben

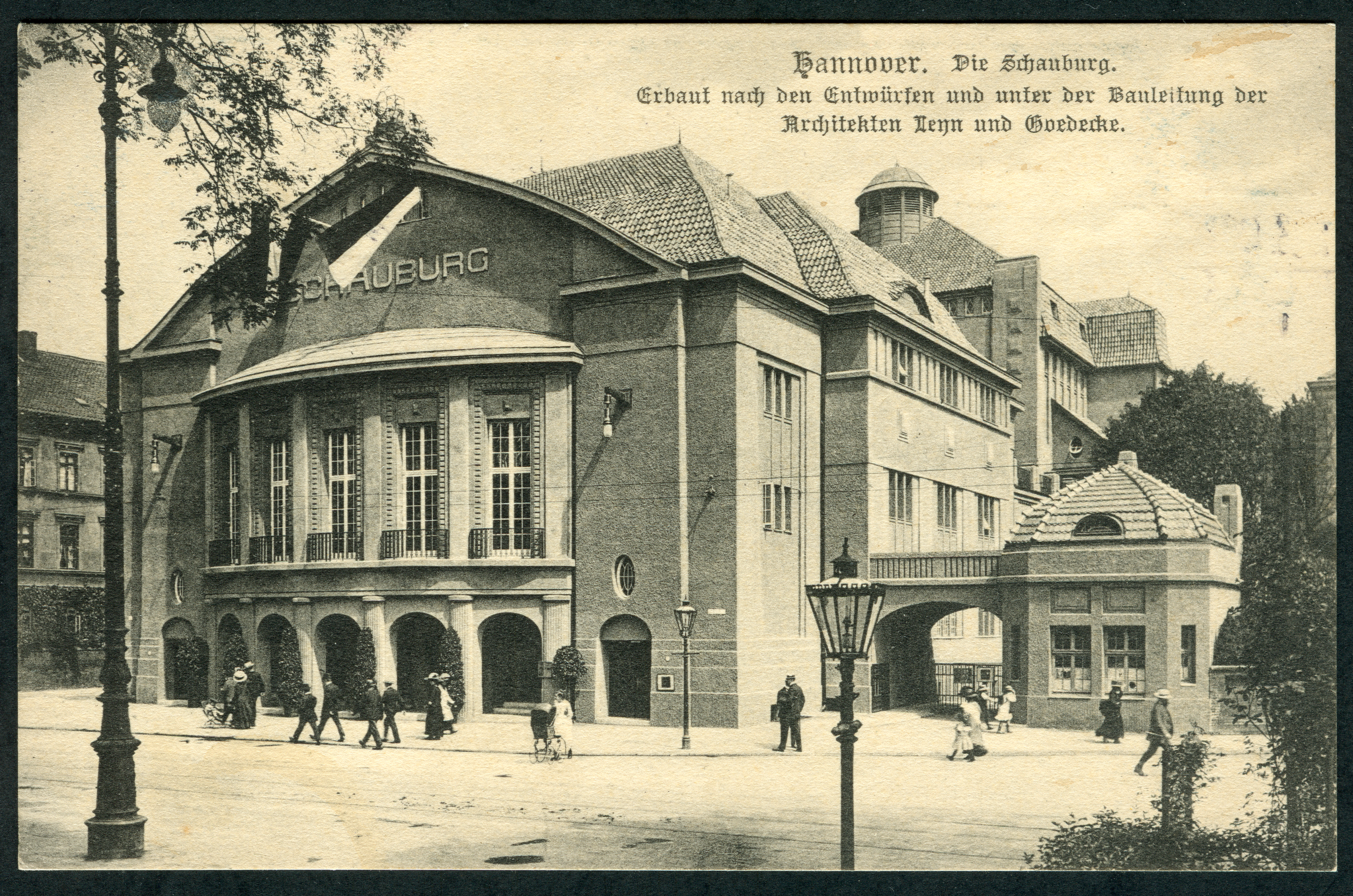
Die Schauburg in der Hildesheimer Straße

Fridel Mumme, aufgewachsen in Hannover, wurde als Schauspielerin zunächst in Kiel tätig. Nach dem Ersten Weltkrieg begann sie ab 1919 dann eine mehr als ein halbes Jahrhundert währende Laufbahn in Hannover. Ihr Debüt gab sie als Rautendelein in Gerhart Hauptmanns Die versunkene Glocke, ihre Abschiedsvorstellung 1969 als Oma in Sławomir Mrożeks Tango.
In Hannover trat Mumme unter sieben verschiedenen Intendanten beziehungsweise Schauspielleitern auf. Sie spielte unter Rolf Roennecke in der Schauburg an der Hildesheimer Straße, unter Willi Grunwald, Georg(e) Altmann, Alfons Pape, Gustav Rudolf Sellner, Kurt Erhardt und Reichert. Die Schauspielerin verfügte über ein umfangreiches Repertoire; scheinbar mühelos bewältigte sie die Fachwechsel von der Munteren und Naiven zur Sentimentalen oder der jugendlichen Liebhaberin. In reiferen Jahren spielte sie die Salondame, Mütter- und Charakterrollen.
Im Laufe ihrer Karriere entwickelte sich Friedel Mumme – neben dem Cafe Kröpcke, dem Marktkirchturm, dem Geöffneten Grab und der Keksfabrik Bahlsen – zu einem Wahrzeichen der Stadt Hannover. Die Berliner Kunstkritikerin Christa Rotzoll schrieb über Friedel Mumme im Berliner Kurier:

„Hannover ist Bahlsen-Keks und Friedel Mumme.“

Nach dem Zweiten Weltkrieg trat Mumme in den Wiederaufbaujahren 1951 in dem Spielfilm „Mein Freund, der Dieb“ unter dem Regisseur Helmut Weiss auf.
Friedel Mumme wurde zum Ehrenmitglied des Niedersächsischen Staatstheater ernannt und mit der Stadtplakette Hannover ausgezeichnet. Sie starb im Alter von knapp 85 Jahren.

## Grabmal
Das Grabmal von Friedel Mumme findet sich auf dem Stadtfriedhof Engesohde in Hannover, Abteilung 9, Grabnummer 1227.